# جيمس ألين غراف
جيمس ألين غراف هو فيلسوف كندي، ولد في 1937، وتوفي في 23 أكتوبر 2005.